# 京浜兄弟社
京浜兄弟社（けいひんきょうだいしゃ）は、1980年代から1990年代にかけて活動していた、テクノ歌謡バンド「東京タワーズ」のファンクラブと、ファンクラブを母体に集まり発展した音楽家、映像作家、デザイナーなどクリエイターの集団。

## 概要
京浜兄弟社とは1980年代初頭、渋谷にあったナイロン100%、CSV渋谷などの店に足繁く出入りしていた、テクノポップ、ニューウェイブ、プログレなどの音楽や、ミニシアター系の映画を愛好する人々が集まったグループである。その多くはミュージシャン、自主映画制作、漫画家など、クリエイターの卵たちであり、ライブ活動、自主制作レコード、映画制作、イベント企画、ミニコミ発行などの活動をしていた。
中心となるバンド「東京タワーズ」（メンバー：加藤賢崇、中嶋勇二、岸野雄一）の周辺には、音楽、映画、文学のみならず多岐に渡ったクリエーターがいた。そもそもは常盤響が作った東京タワーズファンクラブの名前が「京浜兄弟社」であった。その後、東京タワーズを中心にファンも関係者も渾然一体となり、京浜兄弟社と称されるようになる。
1991年に法人化し、初代代表取締役に岸野雄一が就任した。1993年には高円寺に中古レコードショップ「マニュアル・オブ・エラーズ」を開店。モンドショップとして多くのマスコミに取り上げられた。店名の由来はスネークフィンガーの3枚目のアルバム「マニュアル・オブ・エラーズ」に由来する。
その後、山口優（EXPO）主宰の職業作曲家集団「アルトキスタジオ」にいた岡村みどり、蓮実重臣に、当時ムーンライダーズの事務所「RANCH」にいた松前公高が加わり、音楽制作会社「マニュアル・オブ・エラーズ・アーティスツ」へと発展した。
レコード店はその後、マニュアル・オブ・エラーズ・アーティスツが経営する「マニュアル・オブ・エラーズ・ソノタ」が当初のモンド、ストレンジ、ラウンジ路線を継承し、高円寺に店舗を構える「ホームエラーレコード」はブラジルをはじめとする中南米音楽中心の品揃えとなっている。
京浜兄弟社自体は、録音物としてはアルバム1枚を残すのみであったが、2015年に京浜兄弟社周辺の1982年から1994年にかけての音源をまとめたCD10枚組ボックスセット『21世紀の京浜兄弟者』がリリースされた。京浜兄弟社についての詳細が、付録のファミリーツリーと主要メンバーによるインタビュー集にまとめられている。

## 京浜兄弟社の主要メンバー
- 加藤賢崇（東京タワーズ）
- 中嶋勇二（東京タワーズ）
- 岸野雄一（東京タワーズ、コンスタンス・タワーズ）
- 清水俊行
- 伏黒信治
- 常盤響
- 岡村みどり（コンスタンス・タワーズ）
- 蓮実重臣
- 山口優（EXPO）
- 菊地成孔
- 松前公高（コンスタンス・タワーズ、EXPO）
- 永田一直（TRANSONIC RECORDS）
- 冷水ひとみ（シジジーズ）
- 西田ひろみ（シジジーズ）
- 宮崎貴士
- ゲイリー芦屋
- 石沢ミチキ
- 倉地久美夫
- 林茂助
- もりばやしみほ（ハイポジ）
- 近藤研二（ハイポジ）
- 高井康生
- 高橋久美子

## 作品

### レコード/CD
- 誓い空しく
- Drive To Heaven, Drive To Chaos（1989 WAVE/V.A.）
- ハレはれナイト（V.A.）
- 21世紀の京浜兄弟者

### 自主映画
- 野球刑事ジャイガー（岸野雄一監督・加藤賢崇主演）

### 映画出演・協力
- 何もかも百回も言われたこと（犬童一心監督）
- 神田川淫乱戦争（黒沢清監督）
- ドレミファ娘の血は騒ぐ（黒沢清監督）

### ファッションショーライブ出演
- ANKO（パフォーマー加藤真治と共演）

## 関連する人物・グループ・レーベル等
※DrillSpinより。
- コンスタンス・タワーズ
- 今堀恒雄
- ティポグラフィカ
- 岡崎京子
- 川勝正幸
- 犬童一心
- 黒沢清
- 塩田明彦
- ナゴムレコード
- 山村浩二
- サエキけんぞう
- MOODMAN
- テイトウワ
- うるまでるび
- 田中雄二
- 安田謙一
- 横川理彦
- ケラリーノ・サンドロヴィッチ
- あらきなおみ
- 手塚眞
- クララサーカス
- 西村佳哲
- 山口由起子
- 中ザワヒデキ
- CSV渋谷
- ナイロン100%
- 砂原良徳
- トリガーレーベル
- TRANSONIC RECORDS
- PACIFIC 231（蓮実重臣・三宅剛正）
- 人生（石野卓球・ピエール瀧）
- キング＆カントリー
- オーガニゼーション